# لشکر ششم (بریتانیا)
لشکر ۶ بریتانیا (انگلیسی: 6th) لشکر پیاده‌نظام نیروی زمینی بریتانیا است، که در سال ۱۸۱۲ تأسیس شد. ستاد فرماندهی لشکر ۶ در فرودگاه نیروی هوایی سلطنتی اوپاون، آپاون، ویلتشر قرار دارد.
لشکری از ارتش بریتانیا بود که در طول ۲۰۰ سال گذشته بارها بنا به نیاز تشکیل و منحل شده بود. این لشکر اولین بار توسط سپهبد آرتور ولزلی در سال ۱۸۱۰ برای خدمت در جنگ شبه جزیره (بخشی از جنگ‌های ائتلافی جنگ‌های ناپلئونی) به عنوان بخشی از ارتش انگلیس و پرتغال تأسیس شد. در طول چهار سال بعد، این لشکر در نبردها و محاصره‌های متعددی شرکت کرد. به ویژه، در ۲۲ ژوئیه ۱۸۱۲، این لشکر در نبرد سالامانکا به شدت درگیر بود و بیشترین تلفات را در بین تمام واحدهای متفقین در آن نبرد متحمل شد. 
پس از حمله به فرانسه، این لشکر نقش برجسته‌ای در نبرد تولوز در سال ۱۸۱۴ ایفا کرد که در آنجا به استحکامات متعدد فرانسوی که از شهر محافظت می‌کردند، حمله کرد و آنها را تصرف کرد. اگرچه این لشکر موفق بود، اما در این نبرد متحمل خسارات سنگینی شد. این نبرد پایان جنگ شبه جزیره و جنگ ائتلاف ششم را رقم زد و این لشکر متلاشی شد.  این لشکر در طول جنگ ائتلاف هفتم، در بیشتر سال بعد، بازسازی و فعال بود؛ در آغاز نبرد واترلو به عنوان ذخیره نگهداری می‌شد و در طول شب برای تقویت جناح چپ میانه خط بریتانیا اعزام شد و در این فرآیند تلفات سنگینی متحمل شد.
لشکر ششم همچنین در جنگ دوم بوئر و جنگ جهانی اول شرکت داشت. در مراحل اولیه جنگ جهانی دوم فعال بود و تیپ‌های تشکیل‌دهنده آن در بخش‌های مختلف مدیترانه و خاورمیانه درگیر بودند. در قرن بیست و یکم، این لشکر در ۱ فوریه ۲۰۰۸ برای خدمت در عملیات هریک در جنگ افغانستان بازسازی شد. این لشکر پس از اعزام به افغانستان به عنوان یک نیروی ویژه مشترک ترکیبی در سال ۲۰۱۱، منحل شد. این لشکر در اوت ۲۰۱۹ با تغییر نام به فرماندهی نیروهای زمینی، دوباره بازسازی شد.
لشکر ششم در سال ۲۰۲۴ دوباره منحل شد و واحدهای آن به نیروهای زمینی منتقل شدند.